# Степанов, Иван Григорьевич (художник, 1934)
Иван Григорьевич Степанов (6 июля 1934, Витебск — 25 октября 2016, Орёл) — советский и российский художник-живописец, профессор, Народный художник Российской Федерации (2011), действительный член Петровской Академии наук и искусств, заведующий кафедрой живописи Орловского государственного университета.

## Творческий путь
С отличием окончил в 1962 году Московский государственный академический художественный институт им. В. И. Сурикова, где прошёл школу русского реалистического искусства. Дипломная работа – картина «Уральцы». Был направлен в Орёл для укрепления творческого коллектива областного отделения Союза художников.
Уже на первой зональной художественной выставке «Край чернозёмный», проходивший в Воронеже в 1964 году, картины Степанова «Семья» и «Металлурги. Рабочий день окончен» были оценены общественностью и специалистами за высокое мастерство и отношение к реальной действительности.
Среди работ Степановна такие картины, как «Семья тракториста» (1964), «Скотник Гришин» (1972), «Начало сева» (1974), «Весна среди полей» (1975) и др.
В последние годы жизни — профессор, заведующий кафедрой живописи Орловского государственного университета, возглавлял творческую мастерскую композиции и живописи.

## Награды и звания
- 1978 — заслуженный художник РСФСР
- 2011 — народный художник России[5]
- За успешную творческую и общественную деятельность Иван Степанов отмечен дипломом Совета Министров РСФСР, грамотой Президиума Верховного Совета РСФСР, дипломом Министерства культуры РСФСР, дипломом Союза Художников РСФСР, дипломом Академии художеств СССР[источник не указан 746 дней].